# Taylor Vixen
Taylor Vixen (Dallas, Texas; 25 de octubre de 1983) es una actriz pornográfica estadounidense.

## Biografía
Ha sido nombrada "Pet of the Month" (Mascota del mes) de la revista Penthouse en septiembre de 2009 y "Pet of the Year" (Mascota del año) en 2010.
Vixen solo graba escenas lésbicas, pero se identifica como bisexual.

## Filmografía
- 2015 : Women Seeking Women 116
- 2014 : Me and My Girlfriend 8
- 2014 : I Am Taylor Vixen
- 2014 : Lesbian Pussy Worship
- 2014 : Lesbians In Cargue 3
- 2014 : Women Seeking Women 102
- 2013 : Women Seeking Women 95
- 2013 : We Live Together.com 30
- 2013 : We Live Together.com 25
- 2012 : Me and My Girlfriend 1
- 2012 : I Love Pussy: Taylor Vixen
- 2012 : Lesbian Seductions 43
- 2012 : We Live Together.com 21
- 2011 : Lesbian Adventures: Wet Panties Trib 2
- 2011 : Lesbian Adventure: Old Vs. Young 4
- 2011 : Lesbian Oficio Seductions 6
- 2010 : Girls Who Want Girls
- 2010 : Girls Love Girls
- 2010 : Pussy Eating Club 2
- 2009 : Molly's Life 3
- 2009 : We Live Together.com 8
- 2009 : Women Seeking Women 55
- 2009 : Barely Legal 95

## Recompenses y nominaciones

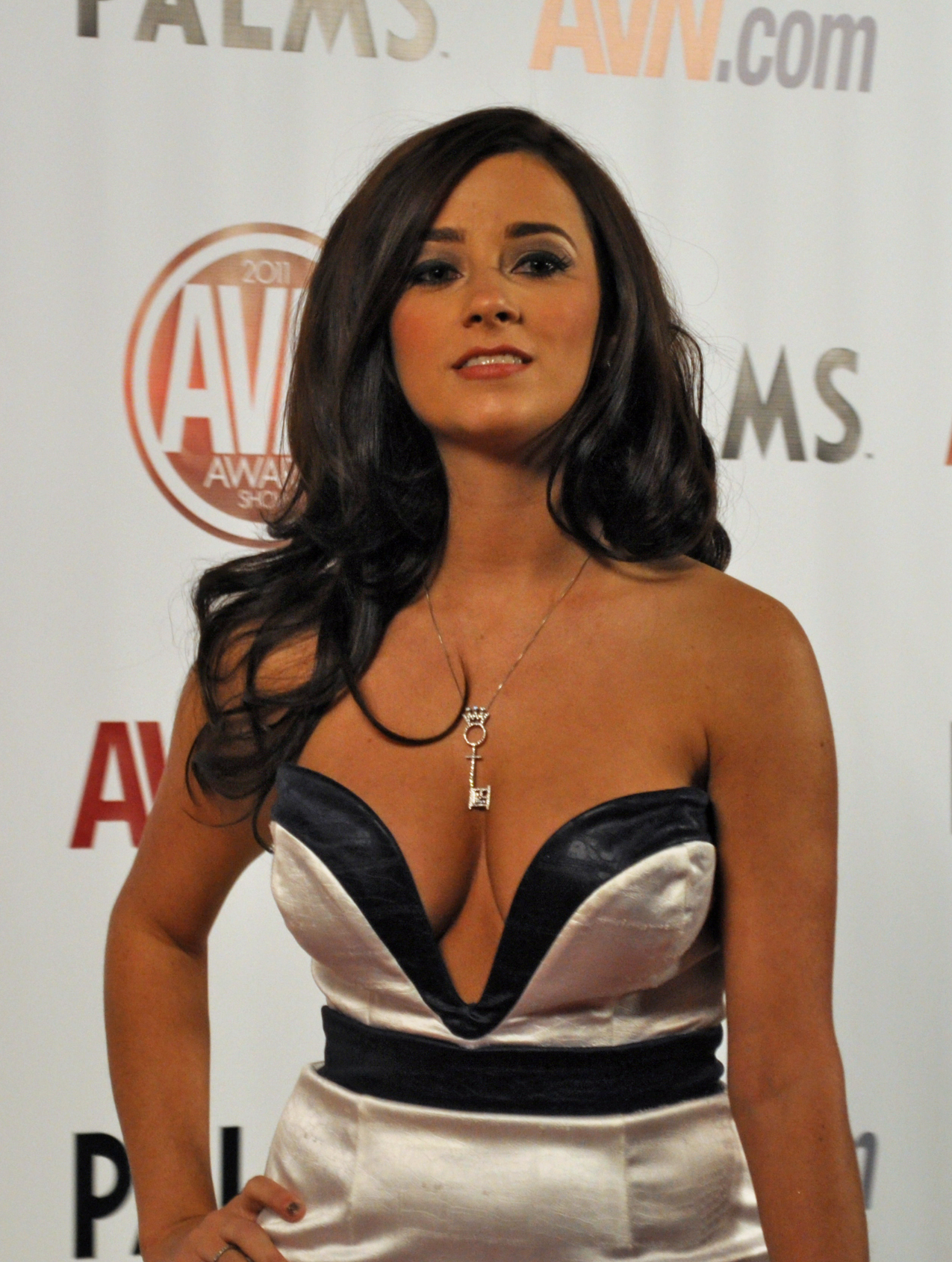
Taylor Vixen en la AVN Awards de 2011

- 2010 AVN Award nominada – Best All-Girl Parejas Sex Scene – Women Seeking Women 55 (con Franziska Facella)[3]
- 2011 Urban X Award nominada – Best Girl Girl Sex Scene – Asian Eyes (con Jessica Bangkok)[4][5]
- 2012 AVN Award nominada – Best Solo Sex Scene – Se My Own: Brunette edición
- 2013 AVN Award nominada – Best Girl/Girl Sex Scene – Lush 2 (con Jessie Andrews)[6]
- 2013 XBIZ Award nominada – Best Scene (All-Girl) – Taylor Vixen’s House Rules (con Emily Addison)[7]